# قاپال (آلماتی)
قاپال (به قزاقی: Qapal) یک منطقهٔ مسکونی در قزاقستان است که در شهرستان آق‌سو، آلماتی واقع شده‌است. قاپال ۳٬۸۶۹ نفر جمعیت دارد.